# Мандзенко Йосип Полікарпович
Йосип Полікарпович Мандзенко (21 листопада 1890 — † після 1970) — український військовий, підполковник Армії УНР (генерал-хорунжий на еміграції).

## Життєпис
Народився у місті Голованівськ Балтського повіту Подільської губернії. Закінчив Уманську чоловічу гімназію.
У 1908 р. вступив однорічником 2-го розряду до 74-го піхотного Ставропольського полку. У 1912 р. звільнився з армії. У 1914 р. був мобілізований. У листопаді 1914 р. склав іспит на звання прапорщика при 3-й запасній піхотній бригаді у Києві. Згодом — молодший офіцер 74-го піхотного Ставропольського полку. Був тричі поранений. Останнє звання у російській армії (з 16 серпня 1915 р.) — підпоручик.
У бою 22 серпня 1915 р. потрапив у австрійський полон, перебував у таборах Гарт та Иозефштадт, де став одним із ініціаторів створення гуртка офіцерів-українців. З лютого 1918 р. — сотенний 7-ї сотні та полковий ад'ютант 1-го козацько-стрілецького (Сірожупанного) полку, у складі якого у серпні 1918 р. повернувся в Україну. У подальшому — начальник харчової дивізійної валки Сірожупанної дивізії.
З жовтня 1918 р. — командир 5-ї сотні 1-го Сірожупанного полку Армії Української Держави, згодом — Дієвої армії УНР. 16 травня 1919 р. у складі полку потрапив у Луцьку до польського полону. Перебував у таборі Ланцут. З травня 1920 р. — начальник філії головного інформаційно-реєстраційного бюро у Вінниці. З 21 червня 1920 р. — старшина Охорони Головного Отамана С. Петлюри. У 1921 р. — старшина 50-го куреня 6-ї Січової дивізії Армії УНР.
З 1928 р. служив контрактовим офіцером польської армії у 58-му піхотному полку у Познані. З 1938 р. — у 37-му піхотному полісу у Кутно. Останнє звання в польській армії — капітан.
У червні 1943 р. вступив до стрілецької дивізії СС «Галичина».
Після Другої світової війни жив на еміграції у США. Автор спогадів під псевдонімом «Йосип Сірий».